# Francis D. Lyon
Francis „Pete“ D. Lyon (* 29. Juli 1905 in Bowbells, Burke County, North Dakota; † 8. Oktober 1996 in Green Valley, Arizona) war ein US-amerikanischer Filmregisseur und Filmeditor, der bei der Oscarverleihung 1948 einen Oscar für den besten Schnitt gewann.

## Leben
Lyon, der in North Dakota aufwuchs, studierte nach dem Schulbesuch an der University of California in Los Angeles (UCLA) und schloss dieses Studium 1928 ab. Er begann seine Laufbahn im Bereich Filmschnitt in Großbritannien, wo er bei einer Reihe von Projekten der Filmproduktionsgesellschaft von J. Arthur Rank mitarbeitete. Nach seiner Rückkehr in die USA war er als Editor an der Herstellung von fast dreißig Filmen beteiligt.
Bei der Oscarverleihung 1948 gewann er zusammen mit Robert Parrish den Oscar für den besten Schnitt in Jagd nach Millionen (Body and Soul, 1947) von Robert Rossen mit John Garfield, Lilli Palmer und Hazel Brooks in den Hauptrollen.
Ab Mitte der 1950er Jahre arbeitete Lyon, Bruder des Filmproduzenten Earle Lyon, als Filmregisseur und inszenierte mehr als dreißig Filme und Fernsehserien. Seine bekannteste Regiearbeit ist The Great Locomotive Chase (1956), ein Film der Walt Disney Company über den Andrews-Überfall während des Sezessionskrieges am 12. April 1862.
1993 erschien seine Autobiografie Twists of fate. An Oscar winner’s international career. Lyon, der Mitglied der akademischen Verbindung Phi Delta Theta war, gründete eine nach ihm benannte Stiftung zur Vergabe von Stipendien an Filmstudenten.

## Filmografie (Auswahl)

### Als Editor
- 1932: Hypnotized
- 1935: Moscow Nights
- 1936: Was kommen wird (Things to Come)
- 1936: Rembrandt
- 1937: Tatjana (Knight Without Armour)
- 1938: Sweet Devil
- 1939: Intermezzo
- 1939: Day-Time Wife
- 1940: I Was an Adventuress
- 1940: Four Sons
- 1940: The Great Profile
- 1941: Adam hatte vier Söhne (Adam Had Four Sons)
- 1941: Roman einer Tänzerin (The Men in Her Life)
- 1948: Ohne Erbarmen (Ruthless)
- 1950: Geheimagent in Wildwest (Dakota Lil)
- 1951: Das Schwert von Monte Christo (The Sword of Monte Cristo)
- 1951: … jetzt wird abgerechnet (The Bushwhackers)
- 1951: Steckbrief 7-73 (He Ran All the Way)
- 1951: Die Braut des Gorilla (Bride of the Gorilla)
- 1951: Das Schwert von Monte Christo (The Sword of Monte Cristo)
- 1952: Endstation Mars (Red Planet Mars)
- 1953: Der blaue Stein des Maharadscha (The Diamond Queen)

### Als Regisseur
- 1953: Crazylegs
- 1954: The Bob Mathias Story
- 1955: Cult of the Cobra
- 1956: In geheimer Mission (The Great Locomotive Chase)
- 1957: Dakota (The Oklahoman)
- 1957: Steig aus bei 43000 (Bailout at 43,000)
- 1957: Von allen Hunden gehetzt (Gunsight Ridge)
- 1958: Patrouille westwärts (Escort West)
- 1961: Tomboy and the Champ
- 1961: Whispering Smith (Fernsehserie, 2 Folgen)
- 1963: Stahlhagel (The Young and the Brave)
- 1966: Der Schrecken aus der Meerestiefe (Destination Inner Space)
- 1966: Castle of Evil
- 1967: The Money Jungle
- 1968: The Destructors
- 1969: The Girl Who Knew Too Much

## Auszeichnungen
- 1948: Oscar für den besten Schnitt